# Sa'd ibn 'Ubada
Sa'd ibn ʿUbāda ibn Dulaym' (in arabo سعد بن عبادة بن دليم‎?; Yathrib, ... – Bilād al-Shām, 633 o 634) era un Compagno del profeta dell'Islam Muhammad.

## Biografia
Sa'd ibn 'Ubada fu un importante Ṣaḥāba e un Anṣār, sayyid del clan dei B. Sāʿida della tribù medinese dei Banu Khazraj, guidata invece da ʿAbd Allāh b. Ubayy. Quando costui morì Saʿd divenne l'esponente principale dei Khazraj e, alla morte di Saʿd ibn Muʿādh, divenne il capo degli Ansar.
Partecipò segretamente alla Seconda ʿAqaba. Fu solo dopo che i pellegrini medinesi ebbero lasciato La Mecca che i meccani vennero a conoscenza dell'accordo concluso alla ʿAqaba. Inseguirono pertanto i medinesi ma riuscirono solo a mettere le mani su Ibn ʿUbāda, che maltrattarono finché egli fu riscattato da Muṭʿim b. ʿAdi e da Ḥārith b. Ḥarb, con i quali egli aveva da tempo stabili relazioni mercantili.
La sua abilità di commerciante gli valse una più che discreta agiatezza, dimostrata dalla sua offerta di datteri ai guerrieri musulmani che erano impegnati nell'azione contro la tribù medinese dei Naḍīr.
Alla morte di Maometto, si dice che a favore di una sua nomina a guida della giovane Umma islamica si fossero espressi vari musulmani medinesi, finché però, proprio nella Saqīfa dei Banū Sāʿida, non giunsero tra gli altri Abū Bakr, ʿUmar b. al-Khaṭṭāb e Abū ʿUbayda b. al-Jarrāḥ, scortati da un nutrito numero di beduini dei B. Aslam, che fecero scegliere Abū Bakr al-Ṣiddīq "vicario del Profeta" (khalīfat al-rasūl) all'assemblea spontaneamente raccoltasi in quel luogo.
Saʿd b. ʿUbāda morì in Siria nel 633 o nel 634, durante il Califfato di Abū Bakr.